# Distretto di Dat Do
Il distretto di Dat Do (vietnamita: Đất Đỏ) è un distretto (huyện) del Vietnam che nel 2019 contava 73.530 abitanti.
Occupa una superficie di 190 km² nella provincia di Ba Ria-Vung Tau. Ha come capitale Phuoc Hai.